# お色気大賞
- 大沢悠里のゆうゆうワイド > お色気大賞
- 大沢悠里のゆうゆうワイド土曜日版 > お色気大賞

お色気大賞（おいろけたいしょう）とは、TBSラジオの『大沢悠里のゆうゆうワイド』『大沢悠里のゆうゆうワイド土曜日版』で放送していた、投稿コーナーである。

## 概要
「大沢悠里のゆうゆうワイド」時（1986年4月8日 - 2016年4月1日）
リスナーから「笑える、ユーモアのある、色っぽい」体験談を募集し、大沢がリスナーから届いた葉書、封書を読み、大沢、さこの2人が突っ込みを入れる。投稿された内容を大沢曰く「話を膨らませて」おり、大沢悠里の落語、演芸好き、特に『らんまんラジオ寄席』を担当した際に間近で、大物落語家を見聞きしたことが大きな力になっている。
採用者にはその内容により、5,000〜20,000円（5,000円区切り）の賞金。TBSラジオの特製ボールペン、バスタオル等のノベルティ グッズが贈られていた。ただし、スペシャルウィーク時に採用された場合は採用者全員に、20,000円の賞金が贈られていた。
ゆうゆうワイド終了が発表された2016年1月、1週早い2016年4月1日で終了することを番組内で発表したが、2016年4月9日より『大沢悠里のゆうゆうワイド土曜日版』の1コーナーとして放送されることとなった。
「大沢悠里のゆうゆうワイド土曜日版」時（2016年4月9日 - 2017年4月1日）
「大沢悠里のゆうゆうワイド」過去の傑作選が放送されていたが、2017年2月にこのコーナーを終了することに大沢が番組内で触れ、2017年4月1日でコーナーが終了した。

## 出演
- 大沢悠里（フリーアナウンサー）
- さこみちよ（歌手）

## 放送時間
大沢悠里のゆうゆうワイド時
- 毎週金曜日 9:00 - 9:17頃
  - 『 - ゆうゆうワイド』午前9時台のコーナー「悠里の世間ニュース」で放送。スペシャルウィーク期間中はコーナーを拡大し、「悠里のおしゃべりカフェ」「ゆうゆうトークガーデン」「悠里の人生ゆうゆうトーク」「話のエッセンス」など、通常はゲストを交えたトーク枠でも作品を発表していた。平日版末期は慢性的なネタ不足のため新作の投稿・発表が無くなり傑作選となっていた。また、大沢の体調が優れない場合も傑作選となっていた。
- 毎週金曜日 12:05 - 12:20頃
  - 『大沢悠里のゆうゆうワイド 昼もゆうゆう120!』午後12時台のコーナー「ゆうゆうお昼のスーパートーク」で「お色気大賞コレクション」と題して、傑作選を放送していた。

大沢・さこが海外出張（阪急交通社ツアーへの同行）などで休みの場合は傑作選を含め、放送されなかった。小学校・中学校の夏休み、冬休み期間中は基本的に通常通り放送するが、稀に「小学生が聞いている」という理由で放送されないことがあった。また、重大な事件・事故や災害、国外を含む社会情勢の悪化といった突発的なニュースのため大沢の判断で放送を取り止めたケースも少なく無かった（土曜日版への移行後も同様）。
大沢悠里のゆうゆうワイド土曜日版時
- 毎週土曜日 16:33 - 16:45頃[2]
  - 『大沢悠里のゆうゆうワイド』で採用されたリスナーから届いた体験談の中から、傑作選が放送されていた。

## コーナー進行
発表される作品は『大沢悠里のゆうゆうワイド』時代は、放送前日の木曜日午後、大沢が一人で、葉書・封書を選んで決定し、スタッフ・パートナーのさこは「どのような内容の体験談が読まれるかは事前に知らない」こと、「放送の際はスタッフ以外はスタジオに入れない」など、集中して放送していることを明らかにしている。
コーナーはパーシー・フェイス・オーケストラ演奏の「追憶」をバックに、大沢が声色を駆使して面白おかしく作品を読み上げ、さこが笑いながら、合いの手を入れるパターンで進行する。
下記の人物のほか、話が盛り上がってくると講談風、浄瑠璃・義太夫風、時代劇風、ご詠歌風に口演することもある。
体験談に登場する「マドンナ役」のさこの名前が随所で登場するが、大抵は大沢・さことの「掛け合い漫才」的な、コメディーリリーフ役としての登場である。
作品の締めには、男性機能の老化がらみの色艶話では、陣内貴美子が「このっ、役立たずっ!!」と罵るなど、歌謡曲や『ゆうゆうワイド』に限らず、TBSラジオ出演者の過去の発言を加工したものが、おちゃらかしとして掛けられる。
通常は放送事故の際に使われる音源（「ただ今、一部お聞き苦しい点がありましたことを、お詫びいたします」）でさえも、おちゃらかしとして（わざと）使われては、大沢・さこが「こんな事言われてたら、4時間半みんなお聞き苦しいよ」と自虐的に言うことがある。

### 主な声色
- 森繁久彌
- 無着成恭
- 丹波哲郎
- 田村正和
- 仲代達矢
- 淀川長治（の物まね、小松政夫の声）
- 森進一
- 淡谷のり子
- 田中角栄
- 大平正芳
- 藤山寛美
- 大屋政子
- 加藤嘉
- 浦辺粂子
- 刑事コロンボ（の吹き替え、小池朝雄の声）
- 常田富士男
- 林家彦六
- 三遊亭圓生 (6代目)
- 林家三平 (初代)
- 落語の登場人物、特におかみさん
- おばあさん
- 馬鹿そうな学生
- 電話口の向こうから聞こえてくる声
- 「ありんす」吉原の花魁
- 妖艶な美女、阿南さん
- ご近所の主婦、西村さん
- ノリの軽い、一直線なサラリーマン、生島君
- 森本食品の森本部長
- 取引先の荒川会長
- 「さこみちよさん、歌売れないんだってー」「『ゆうゆうワイド』なんていいわよー。大沢悠里さんってとっても素敵ねー」と噂する主婦友達[注 5]
- 不貞を働いた女性の浮気相手・花房君
- 佐々木更三風にしゃべる東北弁の医師
- ダミ声のベテラン職人の親方
- いつも怒ってばかりいる小沢さん[注 6]
- 旧型国電の走行音、木炭バスのエンジン音の擬音
- 読経[注 7]
- 雅楽

他、多数。

### 締めに使われる主な音源パターン
なお、CDへの収録の際は著作権に触れるもの（歌のワンフレーズなど）は原則として使用されない。
- 内海桂子のお説教「ふざけんじゃないよ!　黙って聞いてりゃいい気になって。悠里、いい加減にしろよ!　何バカな事言ってるんだよ!　恥を知れ恥を!　水でもかぶって頭冷やしておいで!」
- 無着成恭の「陰でコソコソしないでいきましょう」
- 藤原弘達の「冗談じゃねえよ、この野郎!　なっとらんよ!　しっかりせい君、と言いてえな」
- 彦摩呂の「宝石箱やー」
- 波田陽区の「残念ー!」
- 小松政夫の「あんたは偉い!」
- 大沢・さこ・スタッフによる「万歳」三唱
- 「♪私バカよね〜 おバカさんよね〜」
- 「♪幸せだなあ」
- 「♪そりゃわいはアホや 酒もあおるし 女も泣かす」
- 「♪アラ見てたのね〜」
- 「♪あなたにあなたに 謝りたくて」
- 「♪やだねったらやだね」
- 「♪あんた 泣いてんのね」
- さこみちよ「みちよ嬉しー、みちよ嬉しー、みちよ嬉しー!」
- 大沢悠里の「地獄へ堕ちろ!」
- 壇蜜の「ハァハァしていらっしゃいますか?」「ダメェ〜」
- 張本勲の「喝だ!」
- 「ダメよ〜ダメダメ」[注 8]

## 歴史
起源は1979年（昭和54年）、大沢が初めて担当した平日帯ワイド番組『大沢悠里ののんびりワイド』に遡る。大沢は、各曜日パートナーをお色気キャラクターにした寸劇を仕立てたりしていた。
現在のパターンが確立されたのは1983年（昭和58年）、艶笑話のパートナーが都家かつ江から、さこに代わった『のんびりワイド』末期。だが、『全国こども電話相談室』の模倣系色艶話をしていたことなどから「昼間からエロ話をするとは何事だ!!」という苦情が来てしまい、やむなく1985年（昭和60年）に『大沢悠里のがんばってますかー!昼はまるごと歌謡曲』の終了とともに封印された。
終了後、今度は「笑える色艶話がなくなって残念だ」と復活を希望する投書が届き、『大沢悠里のゆうゆうワイド』の1コーナーとして復活した。リスナーにとって「金曜朝の代名詞」と呼ばれたが、放送内容に苦情がなくなった訳ではなく、『ゆうゆうワイド』で賛否両論の意見を紹介することが近年にもあった。
『のんびりワイド』『がんばってますかー!』時代の録音は、当時マスターテープが高価で使い回していた関係で末期しか残っていないが、『ゆうゆうワイド』時代の録音は第1回よりストックされ、それらの特選集がカセットテープとCDで発売されている。その後、2010年にコロムビアミュージックエンタテインメントから「新選お色気大賞」として、CD2枚組として発売された。

## エピソード
- 古くから個人情報保護に取り組み、「絶対匿名」で通し[注 11]、過去にトラブルが起きていないという。
- 花屋でワレモコウを見た女の子が「ママ、ワレマンコウあるよ!!」、男の子がラーメン屋で餃子の餡（あん）を意味する「なまのアンコ」という文字を「ママのマンコ!!」などといったきわどい表現を含んだ作品もあり、これらが傑作選で再放送されるたび、大沢は「辞表を提出しよう…」「だめだな、若気の至りだ…」などとこぼしている。
- 大沢はじめ自他共に「金曜日は人が変わる」「本来の大沢さんでしょ」とやりとりされる程、大沢悠里が入れ込んで語っている回が多数見受けられる[12][出典無効]。
- 元TBSアナウンサーの小林悠は、このコーナーの大ファンであることを公言。大沢との対談の際、お色気大賞のCDを大沢からプレゼントされた。小林は自身のラジオ番組「ザ・トップ5」に大沢・さこをゲストに呼び「お色気大賞トップ5」として、過去のお色気大賞傑作選を放送した[13]。
- 2014年10月24日はスペシャルウィーク恒例の「お色気大賞･特集!」だったが、大沢の体調が優れない為に中止となり、同年11月7日に改めて行う予定だったが、大沢の喉の調子が戻らず、中止となった[14]。
- 『ゆうゆうワイド土曜日版』終了後、2022年6月16日の『アフター6ジャンクション』（『アトロク』）では、19時台の「LIVE&DIRECT」のコーナーで高野政所が「プロハンバーガー」名義として出演し、大沢悠里公認の「大沢悠里のゆうゆうワイド お色気大賞REMIX」として、当コーナーの内容をミックスさせた音源を披露した。この音源を聴いた直後に『アトロク』の木曜日パートナーとして出演していた宇内梨沙（TBSアナウンサー）が大爆笑してしまい、その様子が同年末の『爆笑問題の日曜サンデー』における「TBSラジオ珍プレー好プレー大賞」にノミネートされた[15]。

## ネット局
- IBC岩手放送の『ワイドステーション』内（毎週火曜日 14:30頃）で、このコーナーをネットしていたが、2009年3月で打ち切りとなった。ネットは（当時の）IBC岩手放送の社長が独断で決めたと大沢は証言している。[16]

## 特別番組
- 『36年の感謝を込めて 大沢悠里のゆうゆうワイド お色気大賞スペシャル』（TBSラジオで2022年3月18日の19:00 - 20:00に放送）
  - 『ゆうゆうワイド土曜日版』が2022年3月26日で終了することを機に、『ゆうゆうワイド』シリーズが36年間の歴史、大沢が半世紀以上にわたるラジオパーソナリティ生活に幕を下ろすことを踏まえた特別番組。放送日は金曜日で、大沢・さこが過去に放送された投稿作品を振り返ったほか、「お色気大賞の大ファン」という鈴木もぐら（空気階段）の自選による作品も紹介された。
  - 本来は『アトロク』の生放送を実施している時間帯（18:00 - 21:00）に『こども音楽コンクール スペシャル』（18時台）『つながる心 つながる力 みんなでつくる復興コンサート2022』（20時台）と合わせて編成されたため、『アトロク』では、当日の関東ローカル向け放送と18・19時台の制作を休止。その一方で、当時はJRN加盟局の一部（14局）で金曜日に部分ネットを実施していたため、20時台に限って上記ネット局への裏送り方式で放送した。

## レコード等
- 「お色気大賞」特選集 1〜23 情報センター出版局 (CD,カセットテープ)
- 大沢悠里のゆうゆうワイド 新選 お色気大賞 1〜5 コロムビアミュージックエンタテインメント (CD)
- 大沢悠里のゆうゆうワイド 特出しお色気大賞 TBSラジオ（CD3枚組）